# Kymmendö
Kymmendö, manchmal Kymendö (und von der Bevölkerung der Insel Tjymmendö genannt), ist eine schwedische Insel nordöstlich der größeren Insel Ornö in der Gemeinde Haninge in Stockholms südlichem Schärengarten in Stockholms län, etwa sieben Kilometer ostsüdöstlich von Dalarö nahe dem Fjärd Jungfrufjärden.

## Geschichte
Ein Fischfarm im Besitz der Krone ist seit 1539 auf Kymmendö nachgewiesen. Ursprünglich war Kymmendö im Besitz der Krone, kam aber in den 1600er-Jahren in das Eigentum der Besitzern von Schloss Tyresö. Die Insel wurde 1802 von dem Kapitän der Handelsmarine Carl Petter Blom gekauft, der diese Insel, die umliegenden Inseln und die Fischereirechte seinem Neffen schenkte. Seitdem gehörte die Insel über 200 Jahre zur gleichen Familie. Heute gehört Kymmendö der Familie Wahlström, die 27 Mitglieder der Familie repräsentieren die gesamte Bevölkerung der Insel.
Die Brüder Wahlström betreiben eine kleine Bootswerft, eine Servicestation für Boote, ein Ladengeschäft, eine Gastwirtschaft und Landwirtschaft. Sie stellen kleine Senkästen für private Anlegestellen her.

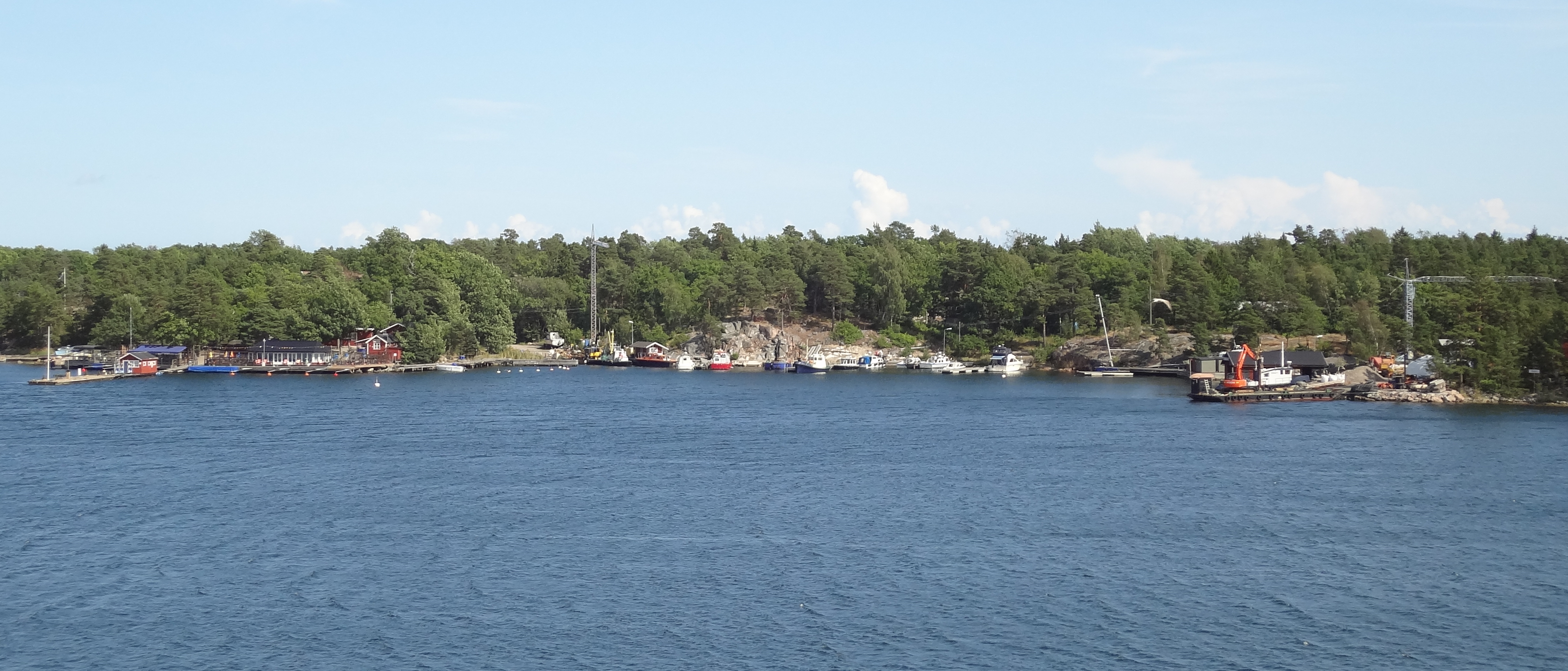
Kymmendö von Ornö aus gesehen, links der Anlegesteg, rechts die Werft

Die Insulaner leben zudem vom Tourismus und bieten während des Sommers geführte Wanderungen an. Der Anlegesteg der Insel wird von den Schiffen der Waxholmsbolaget angefahren. Manche Besucher der Insel nutzen die Naturhäfen auf beiden Seiten der Insel.

## Kultur
Kymmendö mit seinen Bewohnern inspirierte August Strindberg, den Roman „Die Leute auf Hemsö“ (schwedisch: Hemsöborna) zu schreiben. Strindberg kam 1871 zum ersten Mal als junger Sommerbesucher zusammen mit einigen Kommilitonen auf die Insel, danach wieder im Sommer 1872 und 1873. 1880 kam er mit seiner Frau Siri von Essen erneut auf die Insel und verbrachte die Sommer 1881 bis 1883 hier.
Nachdem der Roman „Die Leute auf Hemsö“ 1887 veröffentlicht worden war, war Strindberg auf der Insel nicht mehr willkommen und musste seine Sommeraufenthalte nach Dalarö verlegen.
Im Sommer 1881 hatte er auf der Insel Gesellschaft von Carl Larsson, für dessen Buch Svenska folket i helg och söcken er Illustrationen übernahm. In seiner Schreibstube, einer Hütte, entstanden seine Werke „Master Olof“ und „Das neue Reich“. Diese Hütte ist ebenso wie die von der Familie gemietete Sommerresidenz sowie die von ihm gepflanzte Fliederhecke erhalten. Die Schreibstube wird von der Strindberg-Gesellschaft gepflegt und ist für Besucher geöffnet. Der Roman „Die Leute auf Hemsö“ entstand nicht auf der Insel Kymmendö‚ sondern während eines Aufenthalts in der Schweiz.
Der Lyriker Werner Aspenström kam 1941 zum ersten Mal im Sommer als Besucher nach Kymmendö und verbrachte dort über 50 Sommer. Während dieser Zeit wurde die Insel von vielen berühmten Schriftstellern besucht, darunter Stig Dagerman, Karl Vennberg und Bengt Anderberg. Stig Dagerman schrieb 1946 seinen Roman De dömdas ö(deutsch: Die Insel der Verdammten) auf Kymmendö und Werner Aspenström das Gedicht Ikaros och gossen Gråsten.